# 임고초등학교
임고초등학교(臨皐初等學校)는 대한민국 경상북도 영천시 임고면 양항리에 있는 공립 초등학교로, 이 학교는 아직 일제 강점기 시대였던 1924년 4월 17일에 경북영천임고보통학교로 개교하였다.

## 학교 연혁
- 1924년 4월 17일 임고공립보통학교 개교
- 1938년 4월 1일 임고공립심상소학교 개명
- 1941년 4월 1일 임고공립국민학교 개명
- 1981년 3월 1일 병설유치원 개원
- 1996년 3월 1일 임고초등학교로 교명 변경
- 1999년 9월 1일 금대초등학교, 금대초등학교 수성분교장을 분교장으로 편입
- 2002년 3월 1일 금대분교장 통폐합
- 2007년 3월 1일 8학급 편성(임고 6학급, 수성분교장 2학급)
- 2009년 3월 1일 수성분교장 통폐합, 6학급 편성
- 2011년 9월 1일 제26대 최필순 교장 부임
- 2013년 2월 19일 제85회 졸업식(졸업생 총수5,631명)
- 2015년 9월 1일 제27대 이강수 교장 부임
- 2016년 2월 12일 제88회 졸업식(졸업생 총수 6,335명)
- 2016년 3월 1일 6학급 편성
- 2024년 4월 17일 개교 100주년

## 참고 자료
- 임고초등학교 - 한국교육학술정보원 학교알리미